# 1913 у кіно

## Фільми
- Празький студент
- Пригоди Кетлін

## Персоналії

### Народилися
- 6 січня — Лоретта Янґ, американська акторка (пом. 2000).
- 15 січня — Любешкін Петро Володимирович, російський радянський актор (пом. 1990).
- 25 січня — Рижов Іван Петрович, радянський російський актор театру та кіно (пом. 2004).
- 17 лютого — Одиноков Федір Іванович, радянський і російський актор (пом. 1994).
- 24 лютого — Саро Урці, італійський актор (пом. 1979).
- 25 лютого — Герт Фребе, німецький актор (пом. 1988).
- 18 березня — Рене Клеман, французький кінорежисер, сценарист (пом. 1996).
- 27 березня — Жолков Борис Михайлович, український організатор кіновиробництва (пом. 1973).
- 4 квітня — Френсіс, американська акторка, радіоведуча та співачка.
- 15 травня — Олевський Лев Борисович, український перекладач, актор (пом. 1991).
- 25 травня — Цибульник Суламіф Мойсеївна, радянська і українська кінорежисерка єврейського походження (пом. 1997).
- 26 травня — Пітер Кушинг, британський актор пом. 1994).
- 24 червня — Усовніченко Павло Андрійович, радянський російський актор театру і кіно українського походження (пом. 1962).
- 4 липня — Барбара Вікс, американська кіноакторка (пом. 2003).
- 23 липня — Гаврилко Марина Всеволодівна, радянська і російська акторка театру і кіно (пом. 1994).
- 4 вересня — Ренато Кастеллані, італійський кінорежисер, сценарист (пом. 1985).
- 29 вересня:
  - Тревор Говард, британський актор театру і кіно (пом. 1988).
  - Стенлі Крамер, американський кінорежисер та продюсер (пом. 2001).
- 25 жовтня — Франько Дмитро Васильович, український актор (пом. 1982).
- 2 листопада — Берт Ланкастер, актор американського кіно (пом. 1994).
- 5 листопада — Вів'єн Лі, англійська акторка (пом. 1967).
- 13 листопада — Жуковський Герман Леонтійович, український композитор (пом. 1976).
- 24 листопада — Джеральдін Фіцджеральд, американська акторка, уродженка Ірландії (пом. 2005).
- 1 грудня — Драгунський Віктор Юзефович, радянський актор і письменник-прозаїк (пом. 1972).
- 4 грудня:
  - Клод Ренуар, французький кінооператор (пом. 1993).
  - Джон Кіцміллер, американський кіноактор (пом. 1965).
- 6 грудня — Фрадис Адольф Акимович, радянський і український організатор кіновиробництва.
- 7 грудня — Франтішек Чап, чехословацький кінорежисер і сценарист (пом. 1972).
- 11 грудня — Жан Маре, французький кіноактор, письменник, художник, скульптор (пом. 1998).
- 18 грудня — Лінн Барі, американська акторка (пом. 1989).
- 26 грудня — Гаккебуш Катерина Михайлівна, українська художниця по костюмах кіно і театру (пом. 1993).